# Université Minobusan
L'Université Minobusan (身延山大学, Minobusan daigaku) est une Université privée située à Minobu, district de Minamikoma dans la préfecture de Yamanashi au Japon. L'établissement antérieur à l'Université a été fondé en 1556 et l'Université elle-même a été agréée en 1994.

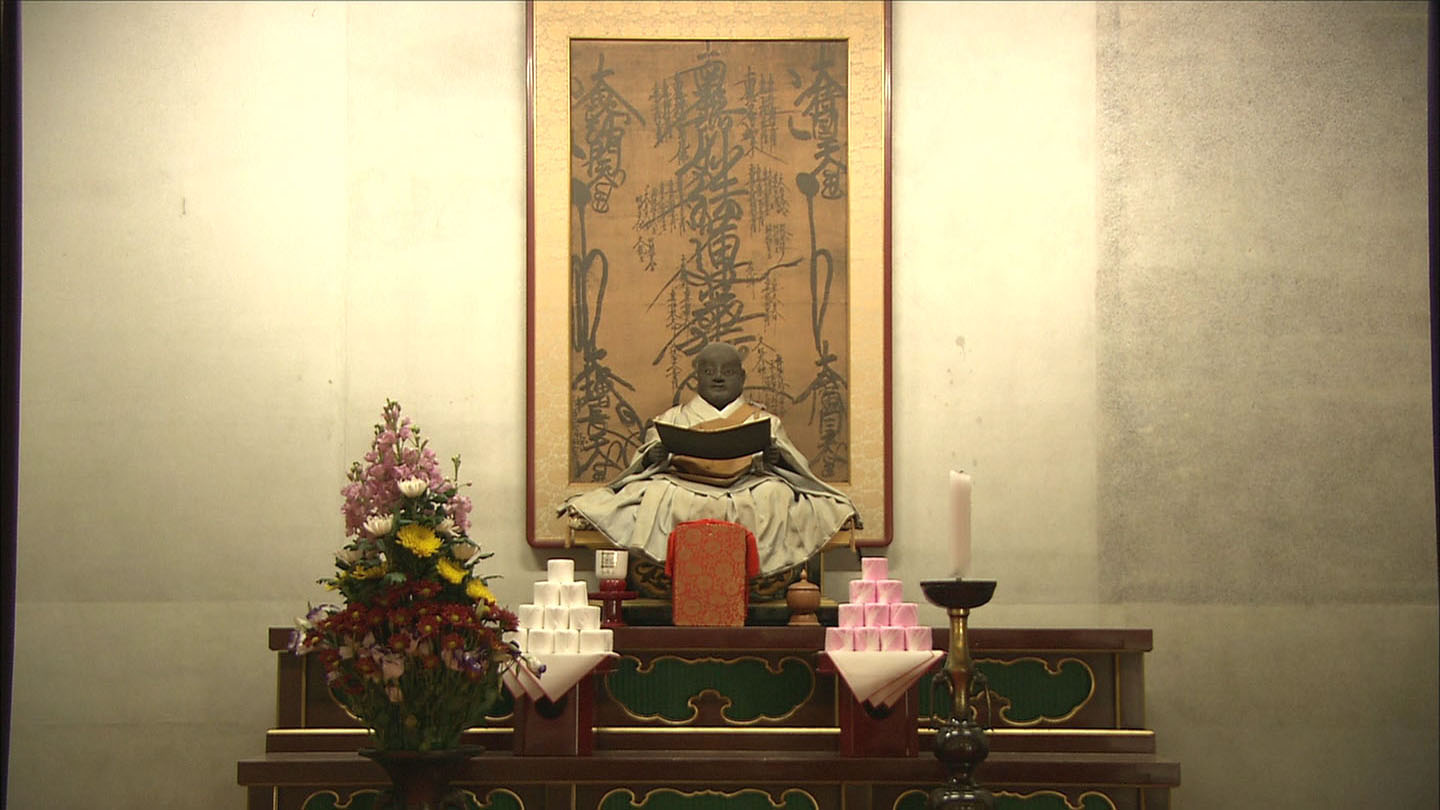